# Eileen Gu
Eileen Gu (chinesisch 谷爱凌, Pinyin Gǔ Àilíng) (* 3. September 2003 in San Francisco) ist eine in den USA geborene Freestyle-Skierin, die seit Juni 2019 für China startet. Sie nimmt an Wettbewerben in den Disziplinen Halfpipe und Slopestyle teil und wurde 2022 Olympiasiegerin im Big Air und der Halfpipe. Forbes listete sie 2023 als die Sportlerin mit dem zweithöchsten Einkommen der Welt.

## Werdegang
Eileen Gu besuchte von 2013 bis 2017 die Katherine Delmar Burke School in San Francisco und dann bis 2020 die San Francisco University High School. Ihr Vater hat in Harvard studiert, ihre Mutter in Stanford.
Gu wurde 2017 und 2018 US-amerikanische Meisterin in der Halfpipe und im Slopestyle. In der Saison 2017/18 siegte sie in der Halfpipe bei der U.S. Revolution Tour in Park City und errang bei den Aspen Snowmass Freeskiing Open den dritten Platz in der Halfpipe. Bei den Juniorenweltmeisterschaften 2018 in Cardrona kam sie in der Halfpipe und im Slopestyle jeweils auf den fünften Platz. Ihr Debüt im Weltcup hatte sie im November 2018 in Stubai, das sie auf dem elften Platz im Slopestyle beendete. Bei den folgenden Weltcups belegte sie in Font Romeu den zweiten Platz im Slopestyle und holte im Slopestyle auf der Seiser Alm ihren ersten Weltcupsieg.
Am 1. Februar 2019 traf sie Chinas Staats- und Parteichef Xi Jinping. Am 6. Juni 2019 gab sie per Instagram bekannt, ab sofort für China starten zu wollen. 
Nach Berichten chinesischer Staatsmedien nahm die Tochter einer chinesischen Mutter und eines amerikanischen Vaters dafür die chinesische Staatsbürgerschaft an. Da China keine doppelte Staatsbürgerschaft kennt, hätte Gu in diesem Fall ausdrücklich die US-Staatsbürgerschaft aufgeben müssen. Nach Recherchen des Wall Street Journal bestehen deutliche Zweifel an der Annahme, dass Gu tatsächlich die Staatsbürgerschaft gewechselt hat. 
In Interviews geht die Sportlerin der Frage aus dem Weg und beantwortete sie bisher nie konkret. Von ihr kamen mehrfach Aussagen wie: „Wenn ich in den USA bin, bin ich Amerikanerin. Wenn ich in China bin, bin ich Chinesin.“

Einer von Gus Hauptsponsoren, Red Bull, hat Aussagen zu einem angeblichen Wechsel der Staatsbürgerschaft Gus in einem Werbetext über die Sportlerin inzwischen entfernt.
Bei den Olympischen Jugend-Winterspielen in Lausanne im Januar 2020 gewann Gu drei Medaillen: im Big Air und in der Halfpipe jeweils Gold, im Slopestyle zusätzlich Silber. In der Saison 2020/21 holte sie ebenfalls bei den Winter-X-Games 2021 und bei den Weltmeisterschaften 2021 in Aspen jeweils zwei Goldmedaillen in der Halfpipe und im Slopestyle und die Bronzemedaille im Big Air. In der folgenden Saison gewann sie mit fünf Weltcupsiegen den Park & Pipe-Weltcup und den Halfpipe-Weltcup. Im Big Air-Weltcup errang sie den vierten Platz. Beim Saisonhöhepunkt, den Olympischen Winterspielen 2022, konnte die 18-Jährige in Peking den Big-Air-Wettkampf und den Half-Pipe-Wettkampf der Frauen für sich entscheiden und holte damit zwei Goldmedaillen sowie eine Silbermedaille im Slopestyle. In der folgenden Saison wurde sie mit zwei ersten Plätzen Vierte im Halfpipe-Weltcup. In der Saison 2023/24 siegte sie viermal im Weltcup und kam mit zwei zweiten Plätzen auf den zweiten Platz im Park & Pipe-Weltcup. Zudem gewann sie erneut den Halfpipe-Weltcup und bei den Winter-X-Games 2024 die Goldmedaille in der Halfpipe.

### Persönliches
Gu verfolgt auch eine Modelkarriere und steht als Model bei IMG Models unter Vertrag. Gu hat in den USA Black Lives Matter unterstützt und sich gegen antiasiatische Gewalt in den USA ausgesprochen, aber zu kritischen Punkten China betreffend, wie der Masseninternierung von Uiguren und den Verhaftungen pro-demokratischer Demonstranten in Hongkong immer geschwiegen. Ihr Agent Tom Yaps sagte, dass ihre Karriere ruiniert sei, wenn sie die Menschenrechtssituation in China kritisieren sollte.
Laut Forbes war sie 2023 die zweitbestbezahlte Sportlerin der Welt.  Im Jahr 2024 war sie die drittbestbezahlte Sportlerin der Welt und hatte einen Werbevertrag mit Porsche.

## Erfolge

### Olympische Spiele
- Peking 2022: 1. Big Air, 1. Halfpipe, 2. Slopestyle

### Weltmeisterschaften
- Aspen 2021: 1. Halfpipe, 1. Slopestyle, 3. Big Air

### Weltcupsiege
Gu errang bisher 20 Podestplätze im Weltcup, davon 14 Siege:
| Datum             | Ort               | Land                | Disziplin  |
| ----------------- | ----------------- | ------------------- | ---------- |
| 27. Januar 2019   | Seiser Alm        | Italien             | Slopestyle |
| 14. Februar 2020  | Calgary           | Kanada              | Halfpipe   |
| 15. Februar 2020  | Calgary           | Kanada              | Slopestyle |
| 4. Dezember 2021  | Steamboat Springs | Vereinigte Staaten  | Big Air    |
| 10. Dezember 2021 | Copper Mountain   | Vereinigte Staaten  | Halfpipe   |
| 30. Dezember 2021 | Calgary           | Kanada              | Halfpipe   |
| 1. Januar 2022    | Calgary           | Kanada              | Halfpipe   |
| 8. Januar 2022    | Mammoth Mountain  | Vereinigte Staaten  | Halfpipe   |
| 19. Januar 2023   | Calgary           | Kanada              | Halfpipe   |
| 21. Januar 2023   | Calgary           | Kanada              | Halfpipe   |
| 9. Dezember 2023  | Secret Garden     | Volksrepublik China | Halfpipe   |
| 15. Dezember 2023 | Copper Mountain   | Vereinigte Staaten  | Halfpipe   |
| 15. Februar 2024  | Calgary           | Kanada              | Halfpipe   |
| 17. Februar 2024  | Calgary           | Kanada              | Halfpipe   |

### Weltcupwertungen
| Saison  | Gesamt | Gesamt | Park & Pipe | Park & Pipe | Halfpipe | Halfpipe | Slopestyle | Slopestyle | Big Air | Big Air |
| Saison  | Platz  | Punkte | Platz       | Punkte      | Platz    | Punkte   | Platz      | Punkte     | Platz   | Punkte  |
| ------- | ------ | ------ | ----------- | ----------- | -------- | -------- | ---------- | ---------- | ------- | ------- |
| 2018/19 | 20.    | 40,8   | -           | -           | -        | -        | 3.         | 204        | -       | -       |
| 2019/20 | 25.    | 36     | -           | -           | 5.       | 180      | 12.        | 100        | -       | -       |
| 2020/21 | -      | -      | 4.          | 146         | 7.       | 36       | 6.         | 110        | -       | -       |
| 2021/22 | -      | -      | 1.          | 580         | 1.       | 400      | 15.        | 80         | 4.      | 100     |
| 2022/23 | -      | -      | 11.         | 200         | 4.       | 200      | -          | -          | -       | -       |
| 2023/24 | -      | -      | 2.          | 560         | 1.       | 400      | 15.        | 80         | -       | -       |

### Winter-X-Games
- Winter-X-Games 2021: 1. Halfpipe, 1. Slopestyle, 3. Big Air
- Winter-X-Games 2024: 1. Halfpipe

### Weitere Erfolge
- US-amerikanischer Meistertitel: Halfpipe (2017, 2018), Slopestyle (2017, 2018)
- Juniorenweltmeisterschaften 2018: 5. Halfpipe, 5. Slopestyle
- Olympische Jugend-Winterspiele 2020: 1. Halfpipe, 1. Big Air, 2. Slopestyle

## Auszeichnungen und Preise (Auswahl)
- Laureus World Sports Award (Action-Sportler des Jahres): 2023[16]